# Clapham (Bedfordshire)
Clapham est une paroisse civile et un village du Bedfordshire, en Angleterre.